# St. Leonhard (Schwäbisch Gmünd)

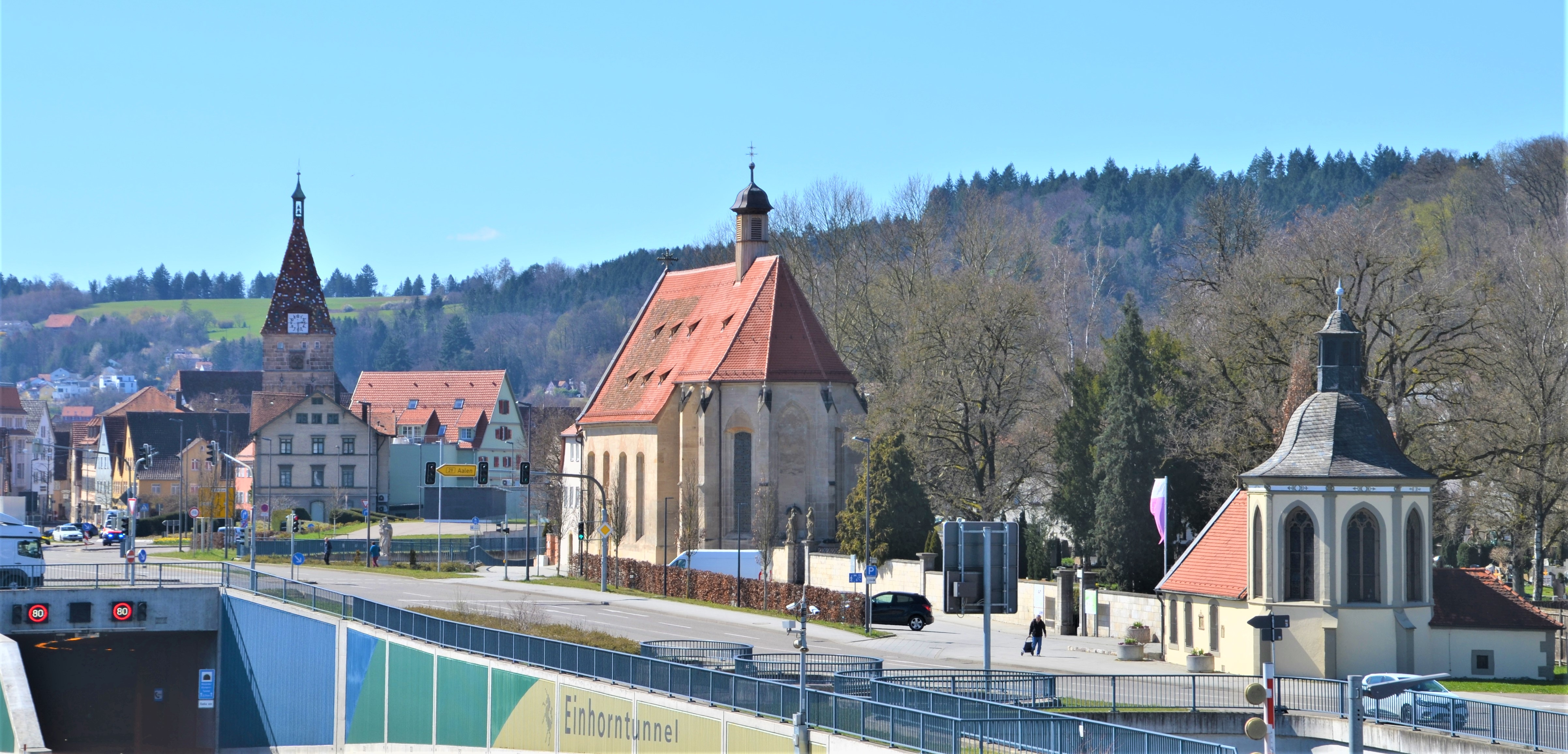
Leonhardskirche mit Friedhof und Herrgottsruhkapelle, im Hintergrund der Schmiedturm

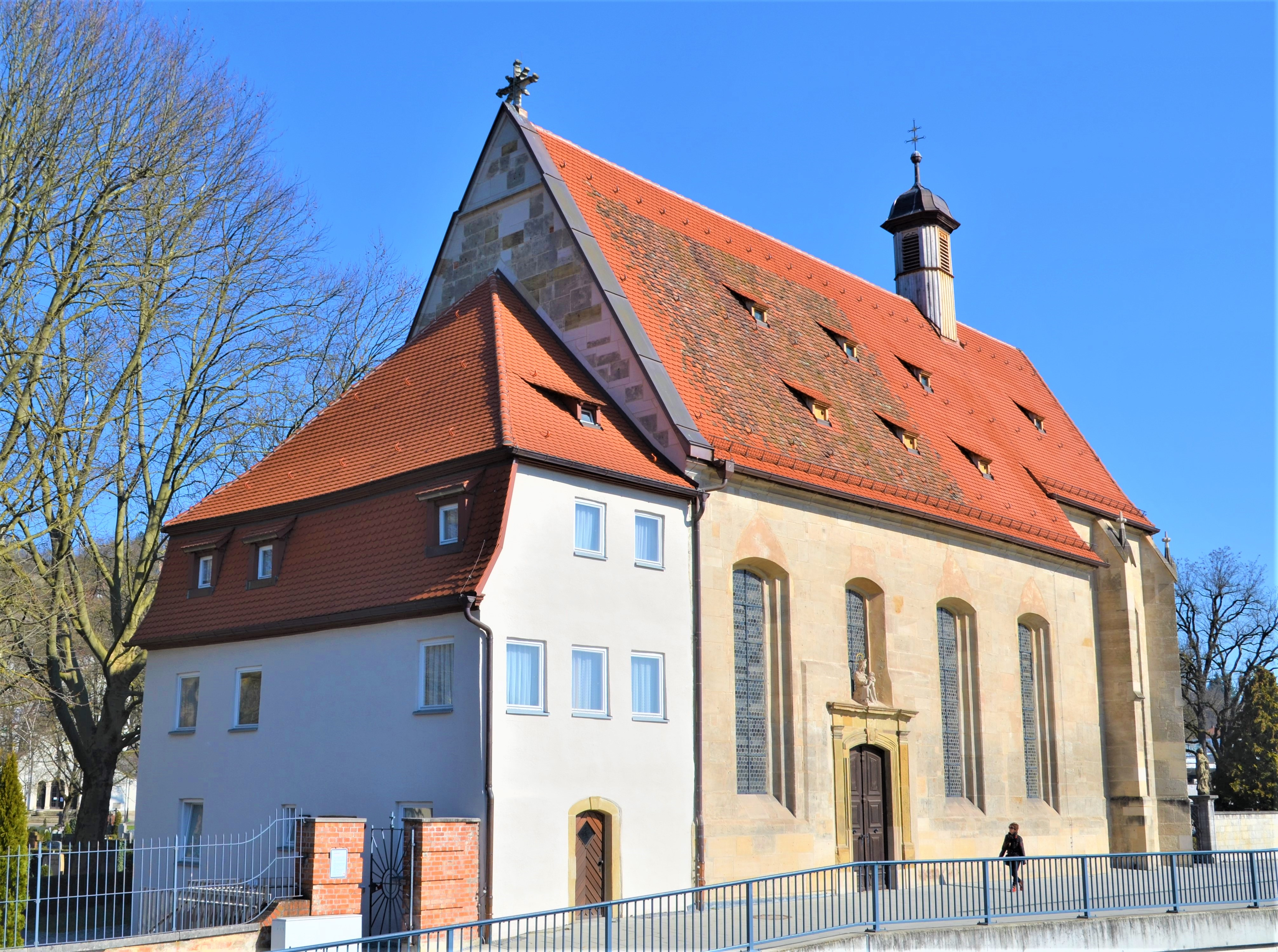
Leonhardskirche von Südwest

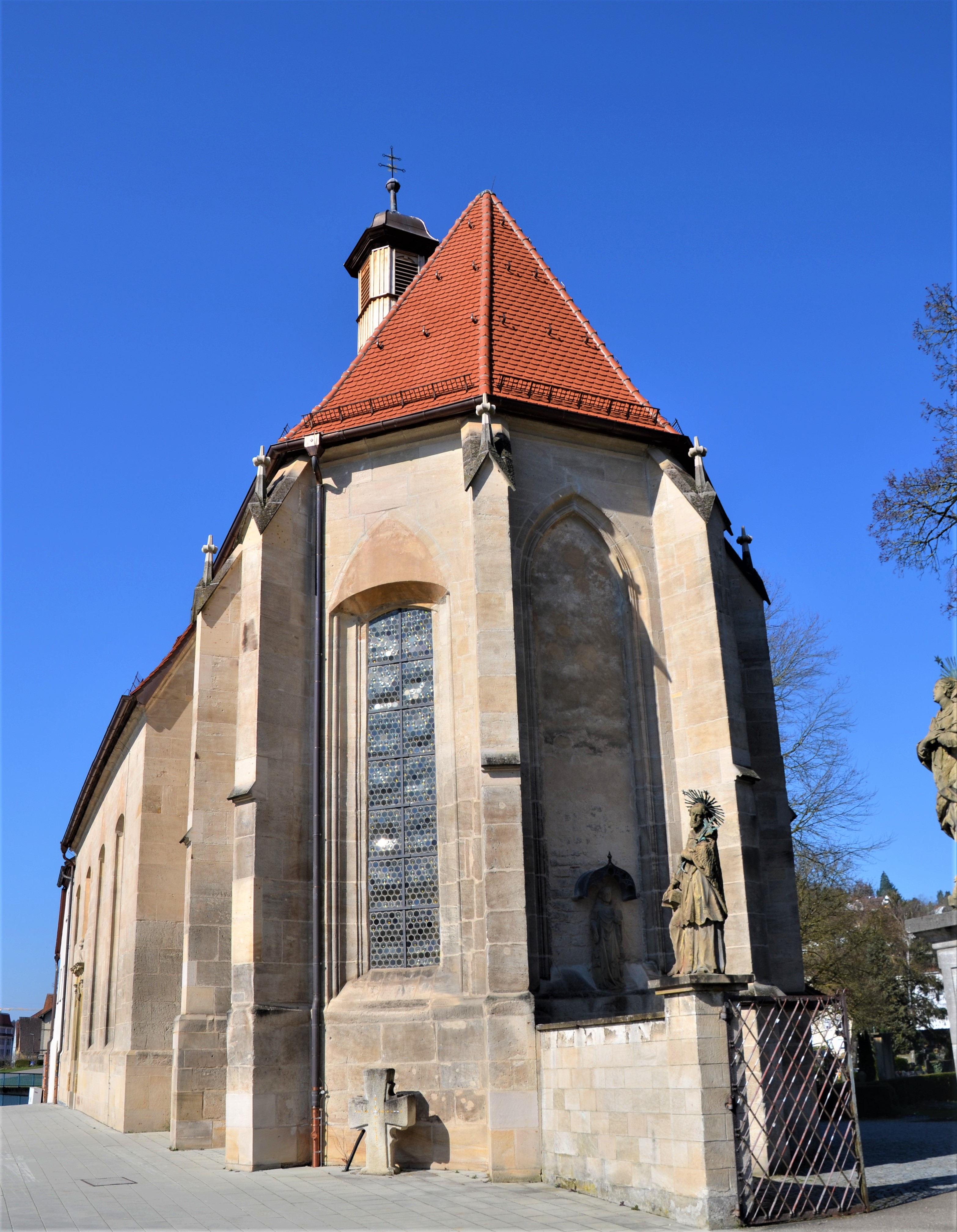
Leonhardskirche von Osten

St. Leonhard ist ein Friedhofskomplex östlich der Altstadt von Schwäbisch Gmünd, zwischen der Bundesstraße 29 und der Remsbahn gelegen, bestehend aus der gotischen Leonhardskirche (auch Leonhardskapelle), der nachgotischen Herrgottsruhkapelle und dem Leonhardsfriedhof.

## Leonhardskirche
Die älteste schriftliche Nennung der Leonhardskirche ist vom Sommer 1345. Zu dieser Zeit bestand die heutige Kirche schon. Das Dach des Chores ist auf 1340/41 datiert, das Dach des Langhauses erst auf 1471, wobei dies auf eine Renovierung in dieser Zeit zurückzuführen ist. Eine oft geäußerte und unter anderem von Hermann Kissling durch die Analyse von Steinmetzzeichen, untermauerte Vermutung, dass die Baumeisterfamilie Parler, die auch das Gmünder Münster errichteten, die Kapelle bauten, konnte nicht bewiesen oder widerlegt werden. Insgesamt wird die Neuanlage des Leonhardsfriedhofes mit einer solch großen Friedhofskirche als erstaunlich angesehen, da zur selben Zeit neben dem neuen Münster ebenfalls eine Kapelle mit Friedhof, die Michaelskapelle errichtet wurde.
In den Jahren 1776 bis 1779 wurde die Kirche durch den Stadtbaumeister Johann Michael Keller umfangreich barockisiert. Die Stuckateursarbeiten übernahm Laurentin Hieber aus Neresheim, die Malereien wurden von Joseph Wannenmacher ausgeführt.
1779 kam ein Sakristeianbau hinzu, 1782 das Mesnerhaus an der Westfassade, welches der Leonhardskirche ihr charakteristisches Aussehen verlieh.
1907 und 1916 sowie in den 1970er Jahren fanden größere Sanierungs- und Restaurierungsarbeiten statt. Die letzte große Sanierung wurde von 1997 bis 1999 durchgeführt. Heute dient die zur Kirchengemeinde St. Franziskus gehörende Leonhardskirche hauptsächlich als Friedhofskapelle für den Leonhardsfriedhof, der mit dem Dreifaltigkeitsfriedhof zu den beiden noch bestehenden Stadtfriedhöfen gehört und sich unter anderem durch seinen alten Baumbestand auszeichnet.
Nachdem 2012 bei einer Beerdigung das Geläut der Leonhardskirche ausgefallen war, wurde die Baufälligkeit des Dachreiters bekannt. Im Jahr 2018 wurde daher mit einer umfangreichen Sanierung, insbesondere des Dachbereiches, begonnen. Im August 2018 wurden dabei die Glocken abgenommen und ebenfalls der Instandsetzung zugeführt.

## Herrgottsruhkapelle
Die Herrgottsruhkapelle wurde 1622 anstelle einer Vorgängerkapelle, die 1495 erstmals Erwähnung fand, von Kaspar Vogt errichtet. Die im Stile der Nachgotik gebaute Kapelle wurde mehrmals verändert, so wurde 1692 das Langhaus neu gebaut, hundert Jahre später 1792 eine Sakristei. 1839 wurde die Kapelle an den Kaufmann Xaver Deibele veräußert, der stets um die Abhaltung von Messen an Werktagen bemüht war, wobei der Kirchenrat in Stuttgart sich gegen diese aussprach. 1894 bis 1898 wurde die Kapelle durch Spenden saniert. 1924 gelangte die Kapelle zurück in kirchlichen Besitz. 1978 wurde sie dem Arbeitskreis Alt-Gmünd geschenkt. 1983 wurde die Kapelle abermals außen und von 1988 bis 1990 innen saniert. Seit 1990 nutzen die Alt-Katholiken die Kapelle. Ferner wird sie von der Petrusbruderschaft für den sonntäglichen Gottesdienst genutzt.
Von 2012 bis 2014 wurde die Kapelle am Ende der Umbauarbeiten zum Gmünder Einhorn-Tunnel außen aufwendig saniert. Die Innenrenovierung erfolgte von 2019 bis 2021.
Die Herrgottsruhkapelle diente 1677 als Vorbild für die südwestlich der Altstadt gelegene St. Josefskapelle.

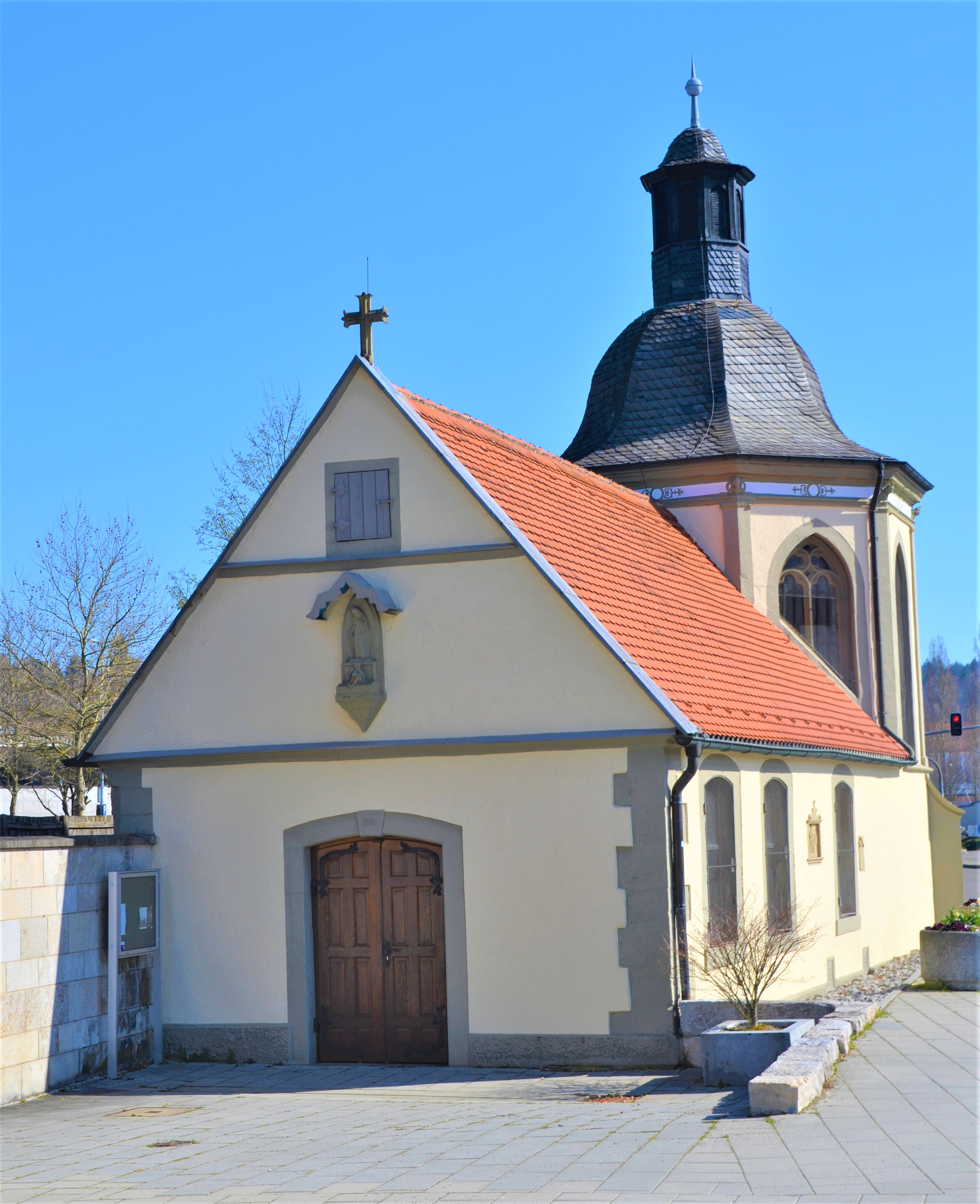
Herrgottsruhkapelle von Westen
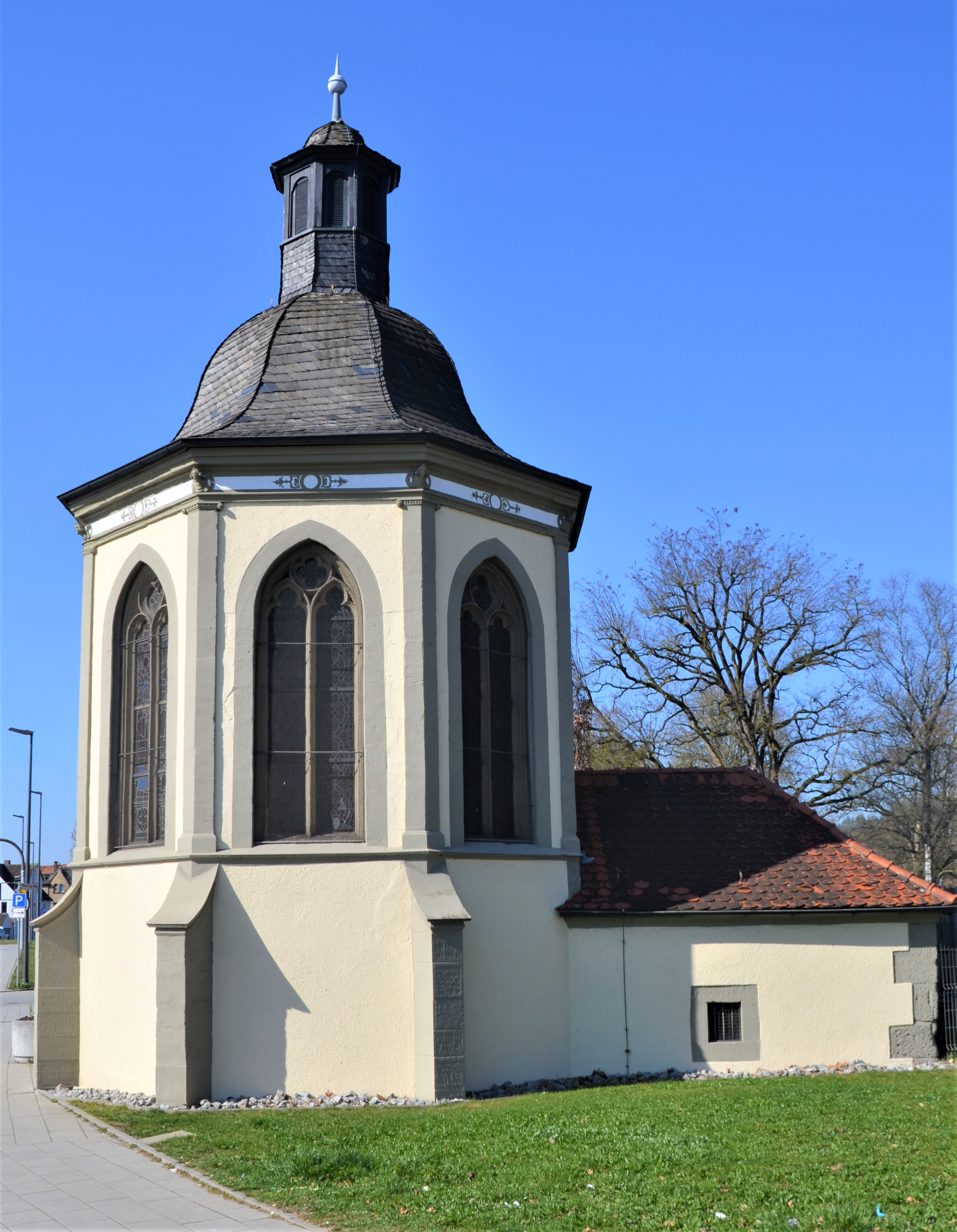
Herrgottsruhkapelle von Osten
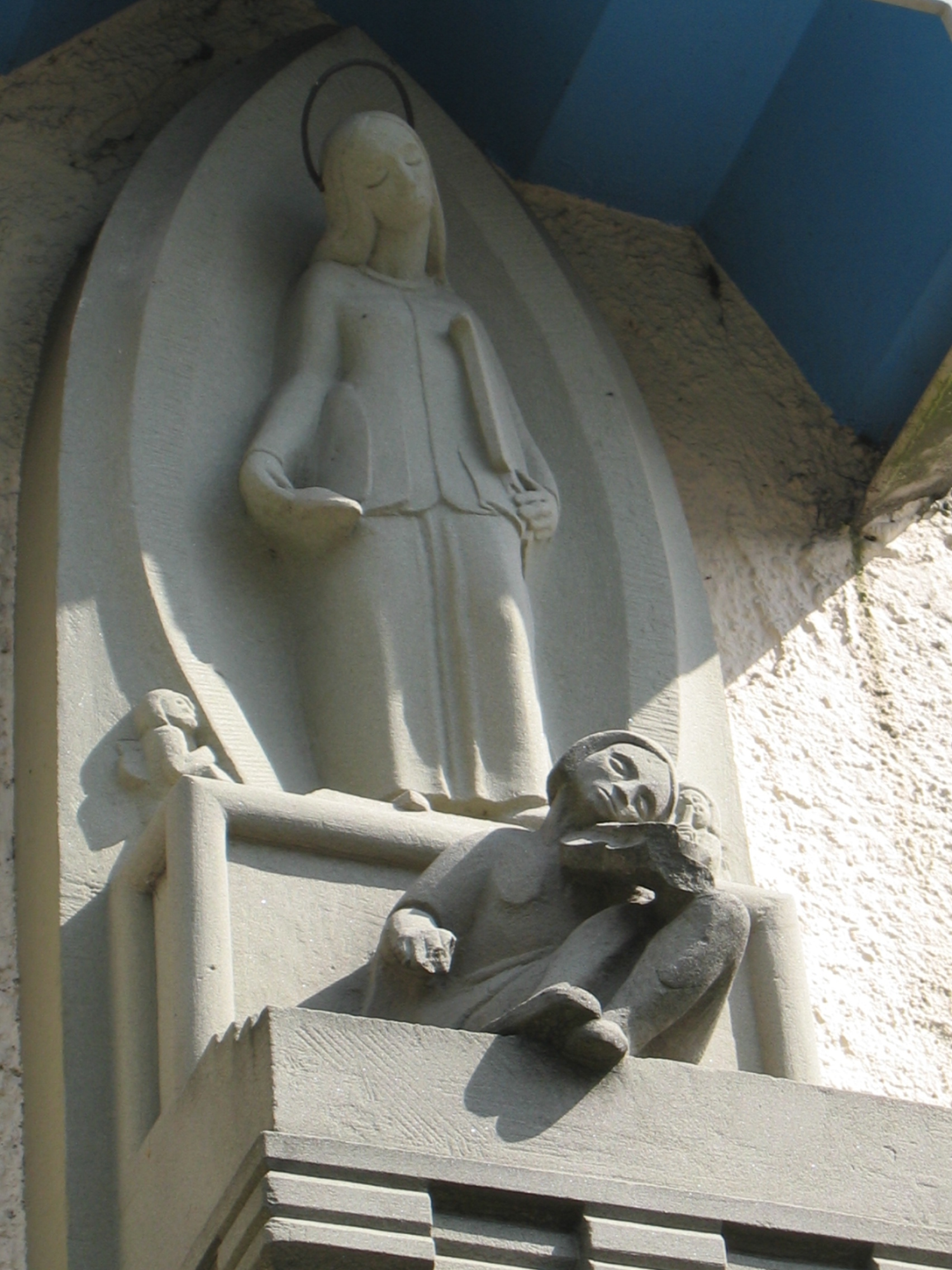
Geiger von Gmünd an der Herrgottsruhkapelle
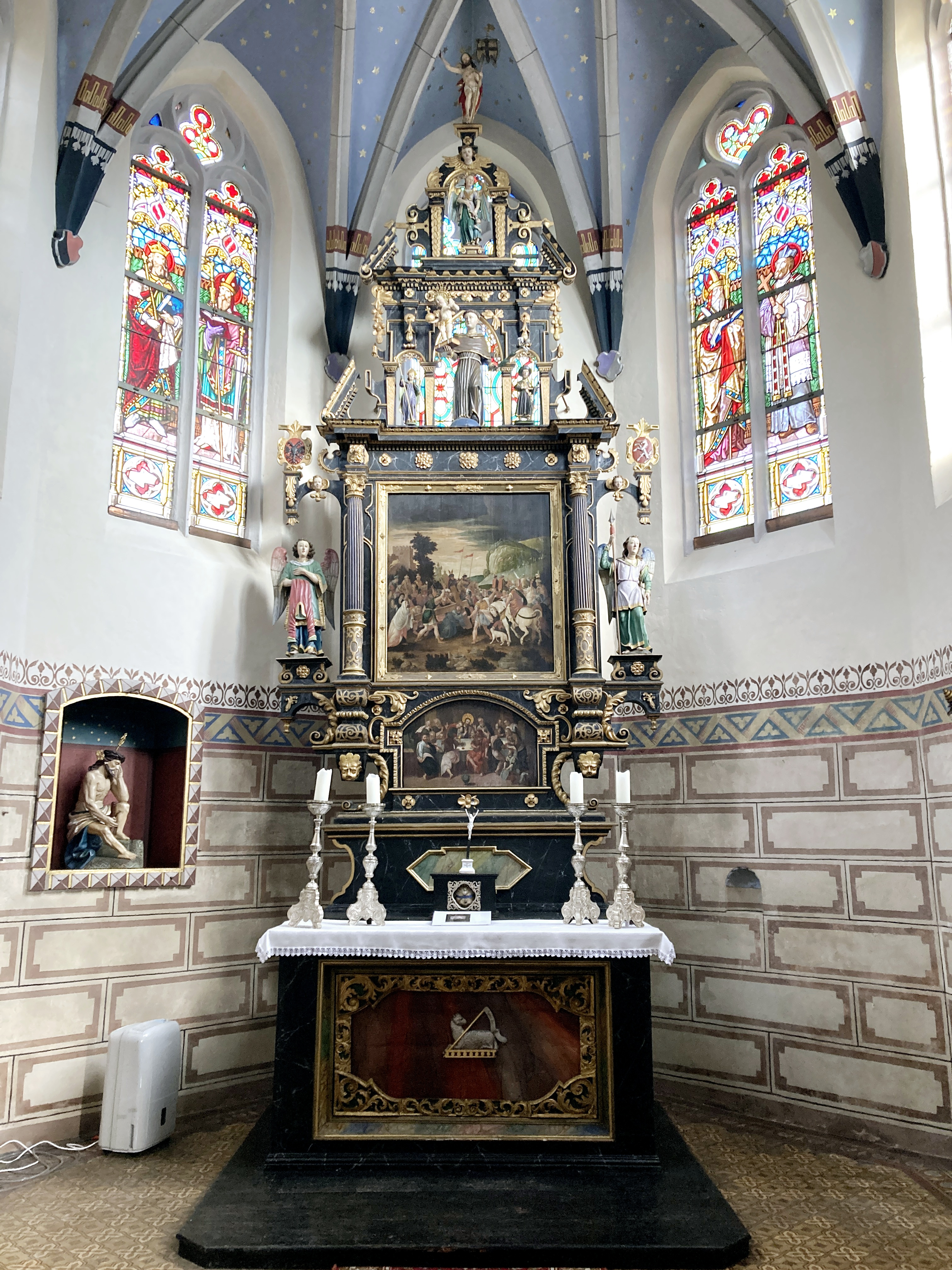
Hochaltar
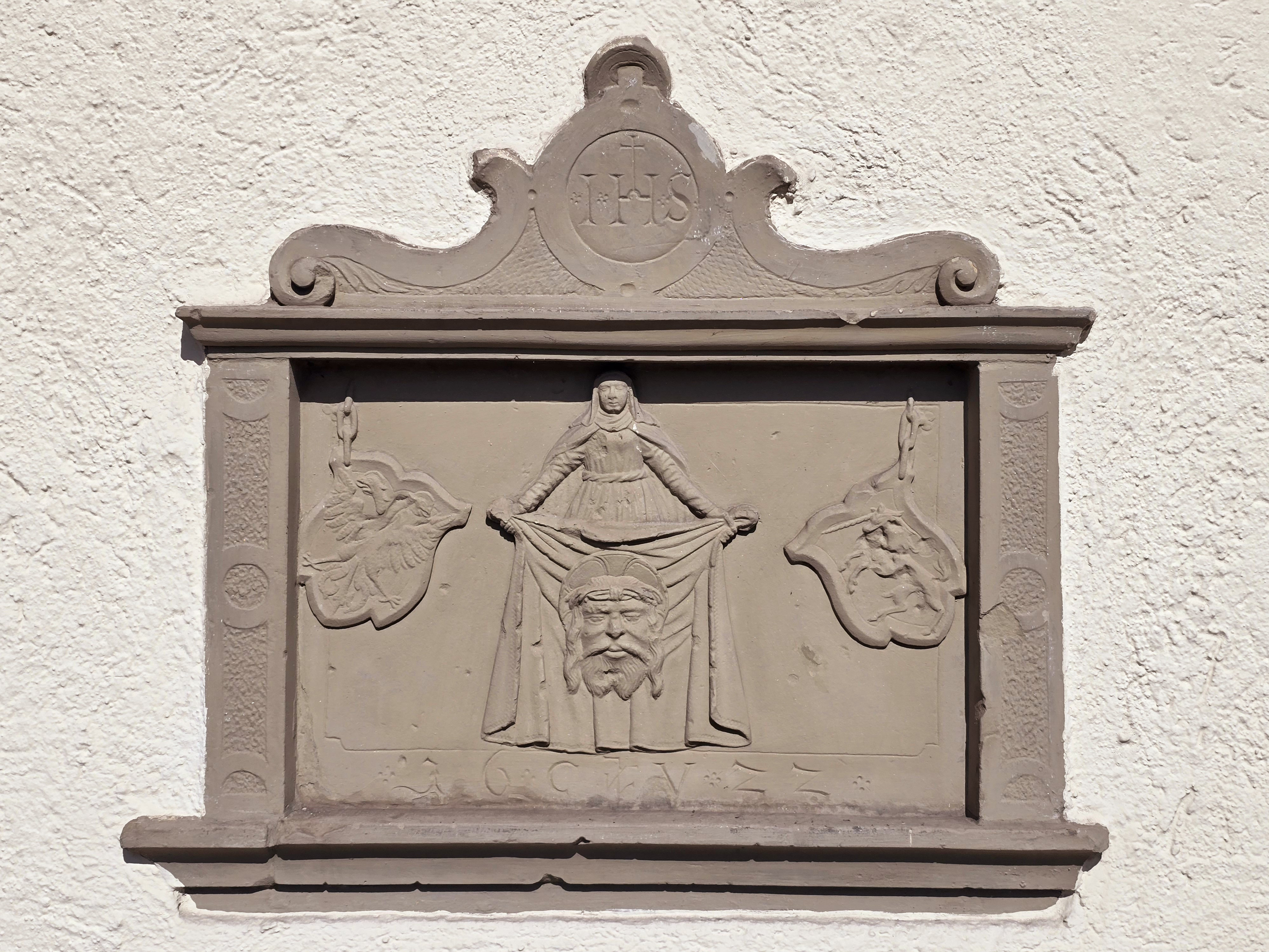
Relief mit der Darstellung Schweißtuch der Veronika

## Leonhardsfriedhof

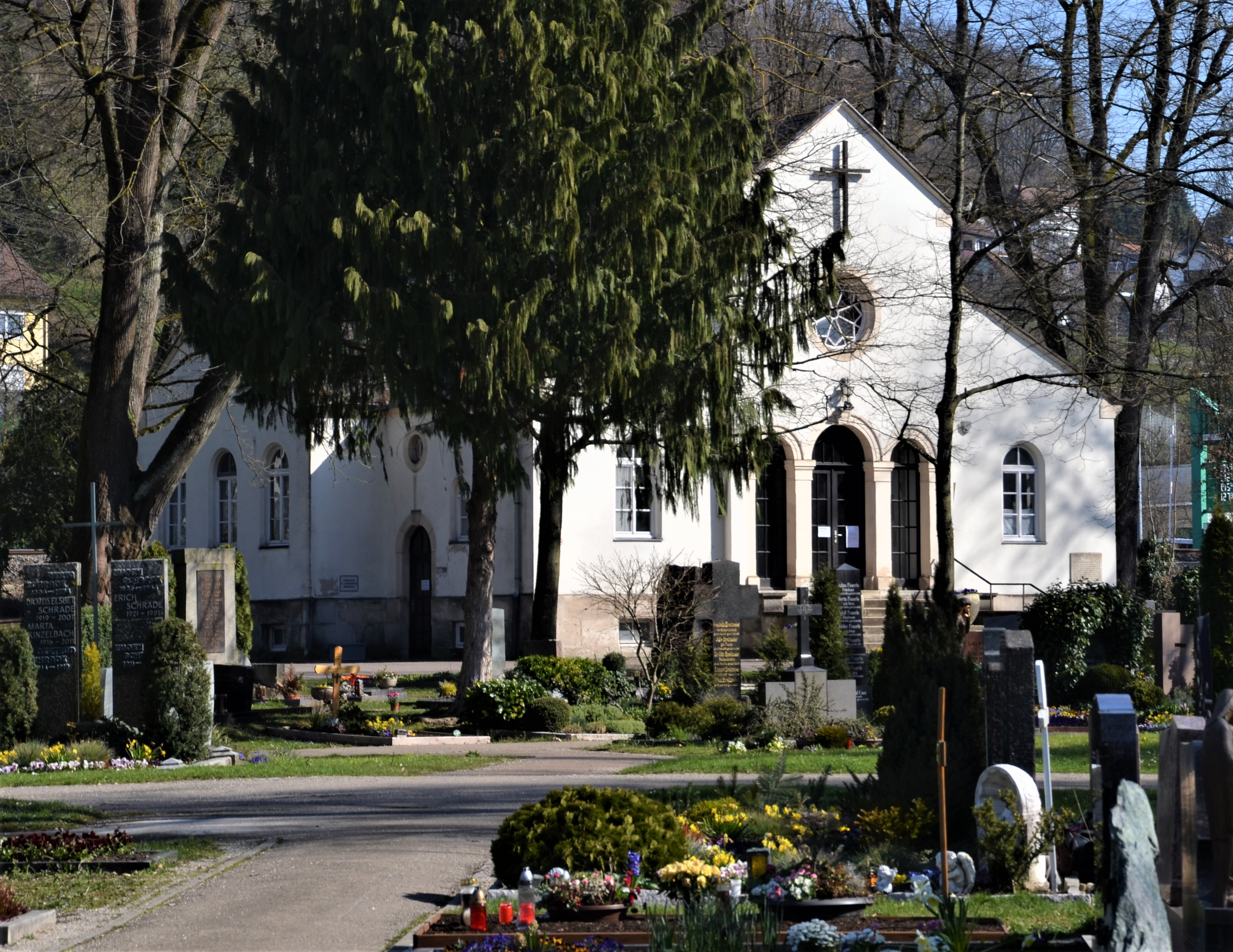
Aussegnungshalle auf dem Leonhardsfriedhof

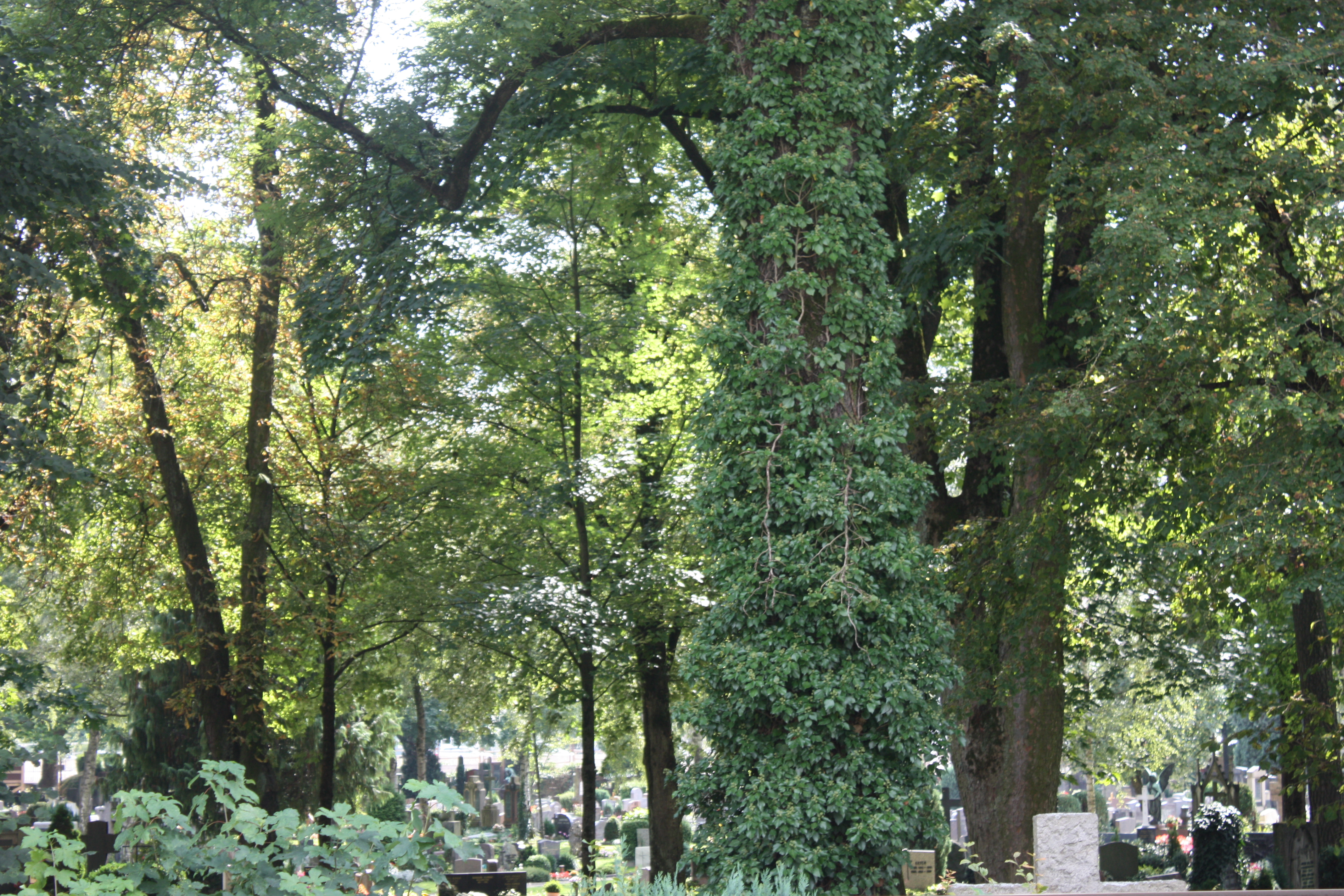
Leonhardsfriedhof mit altem Baumbestand

In der frühen Zeit von Schwäbisch Gmünd befanden sich die Friedhöfe der Stadt um das Gmünder Münster und die Johanniskirche sowie bei den Klöstern. Von 1477 stammt der früheste erhaltene Beleg für ein Begräbnis bei St. Leonhard, wenngleich davon ausgegangen wird, dass der Friedhof außerhalb der Stadtmauern mit dem größeren Neubau des Münster und dem damit erlittenen Platzverlust auf dem Münsterplatz einherging. Im Jahre der Pest 1542 kam es zur ersten Vergrößerung, 1622 zu einer weiteren. Als 1804 die innerstädtischen Friedhöfe aufgegeben wurden, war St. Leonhard zunächst der einzige Friedhof, weshalb 1830 eine erneute Erweiterung und von 1859 bis 1864 eine Umgestaltung und Erweiterung notwendig wurden. Nach dem Zweiten Weltkrieg war die Kapazität nicht mehr ausreichend, sodass man südöstlich der Stadt den Dreifaltigkeitsfriedhof eröffnete, der heute bedeutend größer ist als St. Leonhard.

### Bei St. Leonhard bestattete Persönlichkeiten
- Johannes Buhl (1804–1882), Kaufmann, Turnpionier und Feuerwehrpionier.
- Johann Baptist Bommas (1816–1893), Komponist und katholischer Pfarrer (Grabstätte aufgelöst; zuletzt 1959 bezeugt)
- Anton Pfitzer (1818–1892), Stadtpfarrer und Heimatforscher
- Julius Erhard (1820–1898), Fabrikant und Sammler
- Adolph Untersee (1842–1893), Oberbürgermeister der Stadt und Landtagsabgeordneter
- Bruno Klaus (1848–1915), Lehrer, Politiker und Heimatforscher
- Paul Möhler (1852–1929), Zentrums-Politiker und Oberbürgermeister der Stadt
- Karl Haußmann (1860–1940), Markscheider, Geomagnetiker und Hochschullehrer
- Josef Bidlingmaier (1870–1967), Uhrenfabrikant
- Alfred Boppel (1872–1951), Fotograf
- Walter Klein (1877–1952), Rektor der Höheren Fachschule für Edelmetallindustrie Schwäbisch Gmünd und Heimatforscher
- Hermann Erhard (1883–1968), Fabrikant und Politiker
- Alois Schenk (1888–1949), Kirchenmaler
- Albert Deibele (1889–1972), Pädagoge, Heimatforscher und Stadtarchivar von Schwäbisch Gmünd
- Konrad Burkhardt (1894–1978), Landrat des Landkreises Schwäbisch Gmünd
- Fritz Möhler (1896–1978), Goldschmied und Professor an der Höheren Fachschule für Edelmetallindustrie Schwäbisch Gmünd
- Hans Hirner (1906–2004), Kaufmann, Präsident der Deutschen Handelskammer für Spanien
- Josef Janota (1911–1994), Politiker
- Gebhard Luiz (1913–2013), katholischer Pfarrer
- Erich Ganzenmüller (1914–1983), Pädagoge und Politiker
- Alfred Lutz (1919–2013), Grafiker, Hochschullehrer und Prorektor der HfG Schwäbisch Gmünd
- Peter Spranger (1926–2013), Historiker, Pädagoge, Schulleiter des Scheffold-Gymnasiums Schwäbisch Gmünd
- Max Seiz (1927–2020), Bildhauer
- Peter C. Schenk (1928–2020), Architekt und Hochschullehrer
- Norbert Schoch (1932–2008), Rechtsanwalt und Oberbürgermeister der Stadt
- Walter Giers (1937–2016), Licht-, Klang- und Medienkünstler
- Hans Kloss (1938–2018), Maler und Grafiker